# Aubois
Pour les articles homonymes, voir Aubois (homonymie).
L'Aubois est une rivière  située dans le département du Cher, région du Centre, en France et un affluent gauche de la Loire.

## Géographie
La longueur de son cours d'eau est de 42,9 km. Il prend source au lieu-dit la Thibaudrie, sur la commune d'Augy-sur-Aubois, à 212 m d'altitude
Il se jette dans la Loire à Marseilles-lès-Aubigny, à 165 m d'altitude. Coulant du sud-ouest vers le nord-est, le canal de Berry déclassé suit sa voie fluviale,.

### Communes, cantons traversés
Dans le seul département du Cher l'Aubois traverse neuf communes, trois cantons et deux arrondissements :
- dans le sens amont vers aval : Augy-sur-Aubois (source), Sancoins, Grossouvre, La Chapelle-Hugon, La Guerche-sur-l'Aubois, Le Chautay, Torteron, Jouet-sur-l'Aubois, Marseilles-lès-Aubigny (confluence).

Soit en termes de cantons, l'Aubois prend source dans le canton de Sancoins, traverse les canton de La Guerche-sur-l'Aubois et conflue dans le canton de Sancergues, donc dans les deux arrondissements arrondissement de Bourges et arrondissement de Saint-Amand-Montrond.

### Toponymes
L'Aubois a donné son nom à 3 communes : Augy-sur-Aubois, La Guerche-sur-l'Aubois, Jouet-sur-l'Aubois.

### Bassin versant
Sur huit communes de son bassin versant, il y a 10 361 habitants sur 214 km2 de superficie pour une densité de 48,4 hab/km2 à 192 m d'altitude moyenne.

## Affluents

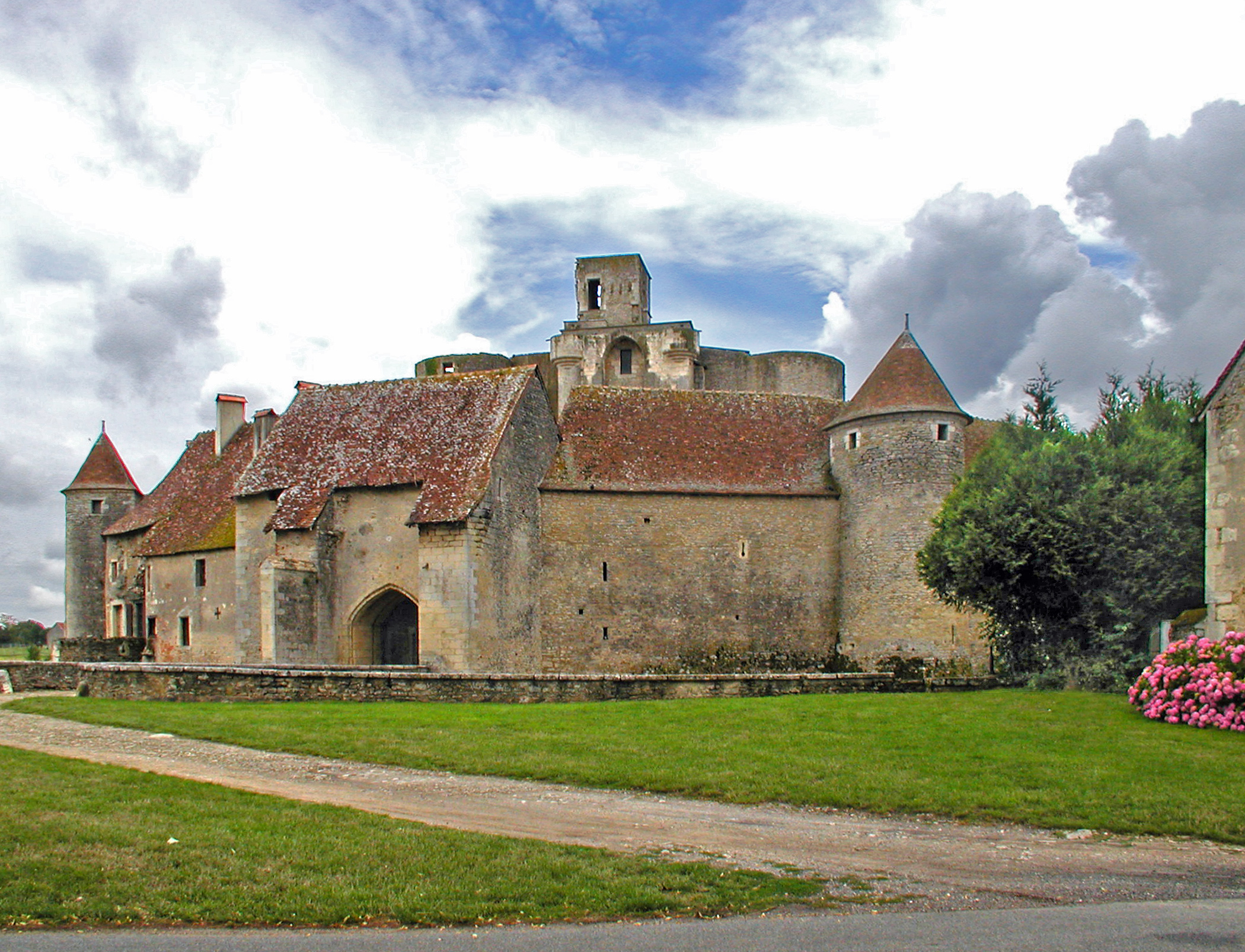
Le château de Sagonne, l'entrée médiévale du château avec son porche en arc brisé.

L'Aubois a treize affluents référencés ou plutôt dix et trois bras :
- le canal de Berry (rg[note 2]), 44,4 km.
- le ruisseau du pont rouge (rg), 5,2 km, sur les deux communes de Vereaux et Sancoins.
- l'Arcueil (rd), 13,9 km, sur les trois communes de Augy-sur-Aubois, Sancoins et Lurcy-Lévis, avec deux affluents :
  - le canal de Berry.
  - le ruisseau de l'Étang Matan (rd), 7,3 km, sur les quatre communes de Sancoins, Château-sur-Allier, Mornay-sur-Allier et Lurcy-Lévis.
- le ruisseau la fausse rivière (rg), 9,5 km, sur les trois communes de Sagonne, Vereaux, Grossouvre avec le château de Sagonne sur la rivière voisine du Sagonnin, affluent de l'Auron.
- l'Étang de Trezy (rg), 0,8 km, sur la seule commune de Grossouvre venant de l'Étang de Trezy.
- le ruisseau de l'Étang François (rg), 1,9 km, sur les quatre communes de Vereaux, Grossouvre, La Chapelle-Hugon, Germigny-l'Exempt.
- le ruisseau le Luisant (rg), 8,5 km, sur les trois communes de Vereaux, Germigny-l'Exempt, La Guerche-sur-l'Aubois, avec deux affluents :
  - le ruisseau de la Jarie (rg), 4,2 km, sur la seule commune de Germigny-l'Exempt.
  - le ruisseau des Varennes (rg), 1,9 km, sur la seule commune de Germigny-l'Exempt.
- trois bras affluent et défluent (rg), pour un total de 7,2 km, sur les deux communes de La Guerche-sur-l'Aubois et Le Chautay[note 3].
- le Martoux (rg), 6,9 km, sur les deux communes de Ignol et La Guerche-sur-l'Aubois avec un affluent :
  - les Alèdes (rd), 6,3 km, sur les trois communes de Ignol, Germigny-l'Exempt et La Guerche-sur-l'Aubois avec un affluent :
    - le ruisseau du Pré de la Fontaine (rd), 0,7 km, sur la seule commune de Germigny-l'Exempt.
- l'Andres (rg), 6,7 km, sur les trois communes de Le Chautay et Saint-Hilaire-de-Gondilly et Torteron.
- le canal latéral à la Loire (rd), 195,9 km.

## Hydrologie

### L'Aubois à Grossouvre
L'Aubois a été observé à la station K4013010, l'Aubois à Grossouvre (Terzy), de 1996 à 2013 soit déjà 18 ans pour un bassin versant de 140 km2 et 183 m d'altitude. Le module est de 0,732 m3/s

### Étiage ou basses eaux
Le débit ou VCN3 lors d'une quinquennale sèche est de 0,062 m3/s.

### Crues
Le débit instantané maximal connu a été de 24,20 m3/s le 5 mai 2001, pour une hauteur maximale instantanée de 2 460 mm ou 2,46 m, et avec un débit journalier maximal atteint le lendemain 6 mai 2001 de 21 m3/s.

## Aménagement et écologie
La teneur en nitrates des eaux destinées à l'alimentation humaine a une teneur passable, un contexte cyprincole dégradé. C'est un cours d'eau de deuxième catégorie.
La commune de Sancoins est concernée par la ZNIEFF de type 1 : 240001013 - Val d'Allier.
Et les deux commune de Jouet-sur-l'Aubois et Marseilles-lès-Aubigny par une ZNIEFF de type 2 : 240031328 - Loire Berrichonne
Concernant l'activité agricole, le canton de Sancergues est à dominante céréalière, le canton de Sancoins à dominante élevage, et le canton de La Guerche "mi terres labourables et mi surfaces herbagères et/ou fourragères"